# Галицька чверть
Галицька чверть (четь) — назва обласного приказу, який відав, головним чином, фінансовим управлінням, а потім і судом приписаних до нього міст та земель. Судовій компетенції четі підлягали люди всіх чинів, що проживало у містах, їй підвідомчих. У ній зосереджувалися всі галузі суду, крім розбійних справ та справ намісних та вотчинних.
Четь - від слова чверть. Після взяття Казані до існуючих Володимирської, Новгородської та Рязанської третин додалося Царство Казанське. Адміністративні одиниці почали називатися чверть, чи четь.
Перша письмова згадка про Галицьку четь зустрічається в 1606. За Вівліофікою вона значиться в записниках у 1627-1680. У 1680 Галицька четь перейменована на Галицький четвертний приказ і підпорядкована Посольському приказу. Гаврило Успенський в «Досвіді розповіді про стародавності руських» повідомляє, що Галицька четь підкорялася Посольському приказу з 1667.
У віданні Галицької чверті були міста: Бельов, Галич, Карачев, Кашин, Кологрив, Коломна, Кашира, Мценськ, Унжа, Мещовськ, Новосіль, Парфенєво, Ростов, Соль-Галицька, Шуя, Судай, Суздаль, Унжа, Юр'єв-Польський.